# Keleti régió (Omán)

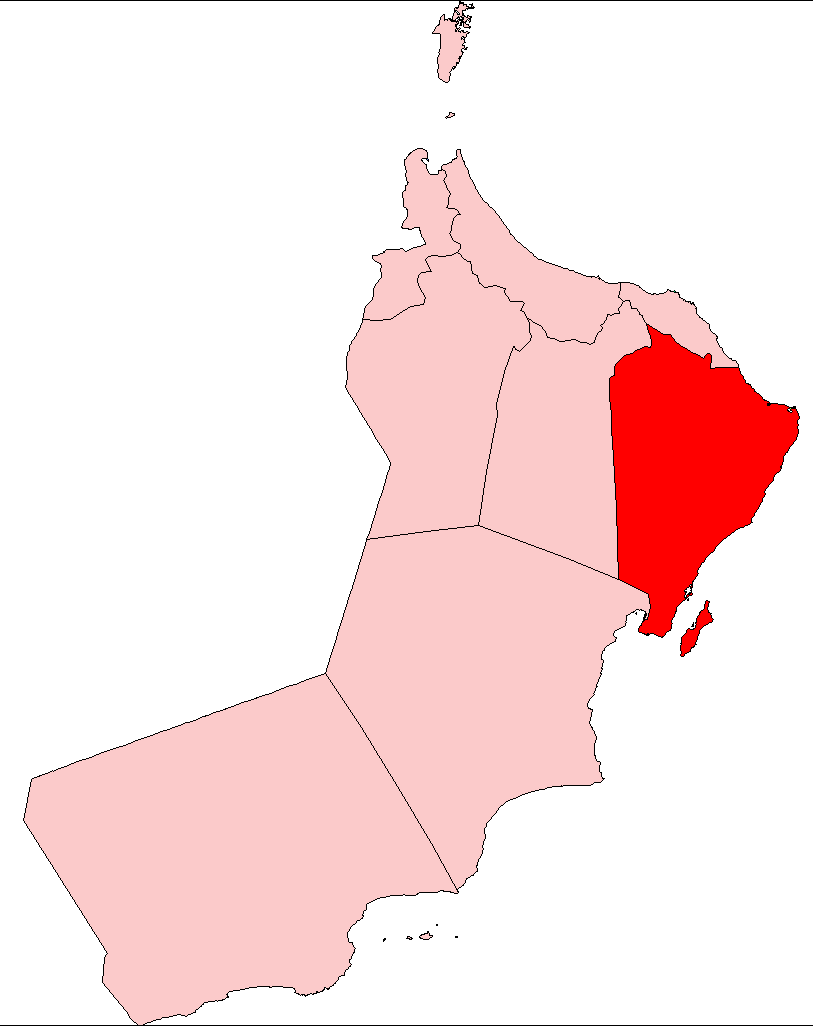
A Keleti régió elhelyezkedése Ománon belül

A Keleti régió (arabul al-Mintaka as-Sarkijja, arab betűkkel المنطقة الشرقية [al-Minṭaqa aš-Šarqiyya]) az Omán kilenc tartománya közé tartozó öt régió egyike az ország keleti részén. Északon Maszkat kormányzóság, keleten az Arab-tenger, délnyugaton a Középső régió, nyugaton pedig a Belső régió határolja. Hozzá tartozik Maszíra szigete. Székhelye Szúr városa. Területe 36 800 km², lakossága a 2010-es népszámlálás adatai szerint 350 514 fő, az összlakosság 12,6%-a.

## Közigazgatási beosztása
A Keleti régió tizenegy körzetre (vilája) oszlik. Ezek: Bidijja, Dimá va t-Táijjín, Dzsaalán Bani Bu Ali, Dzsaalán Bani Bu Haszan, Ibrá, Kábil, Kámil va l-Váfi, Maszíra, Mudajbi, Szúr, Vádi Bani Hálid.

## Fordítás
Ez a szócikk részben vagy egészben  a   Liste der Regionen und Distrikte in Oman című német Wikipédia-szócikk ezen változatának fordításán alapul.  Az eredeti cikk szerkesztőit annak laptörténete sorolja fel. Ez a jelzés csupán a megfogalmazás eredetét és a szerzői jogokat jelzi, nem szolgál a cikkben szereplő információk forrásmegjelöléseként.